# Miguel Ángel López
Miguel Ángel López (Pesca, 1994. február 4. –) kolumbiai profi kerékpárversenyző.

## Pályafutása
López karrierje 2014-ben indult be igazán, amikor sikerült megnyernie a Tour de l'Avenir utolsó szakaszát, amivel együtt az összetettet is meg tudta nyerni. 2015-ben a Burgosi körversenyen kezdte meg a szezonját, ahol egy szakaszgyőzelem után az összetett negyedik helyén végzett és ő lett a legjobb fiatal versenyző. A Tour de Suisse-en az összetett hetedik helyén zárt, majd 2016-ban ugyanezt a versenyt már sikerült megnyernie. Ebben az évben elindult első háromhetes körversenyén is, a Vueltán, de végül nem ért célba. A verseny után elindult a Milánó–Torino egynaposán is, amelyet sikerült megnyernie. 2017-ben ismét negyedik lett a Burgosi körversenyen, ám a Vueltát ezúttal jóval sikeresebben zárta. A második hét hegyi szakaszain komolyan kellett vele számolni, meg is szerezte a 11. szakaszon az első háromhetes szakaszgyőzelmét. A következő hegyi szakaszon a második lett, majd a 15. szakaszt ismét meg tudta nyerni több, mint fél perces előnnyel. Végül az összetett nyolcadik helyén végzett és ezzel együtt a legjobb fiatal versenyző lett. 
2018-ban részt vett az első Giróján, amely meglehetősen jól sikerült számára. A 14. szakaszon, amely a Monte Zoncolanon végződött, bejött az összetett legjobb tíz versenyzője közé, majd az őrült 19. szakaszon az összetett negyedik helyén állt. A következő szakaszon Pinot feladta a versenyt, így López először zárt egy háromhetes dobogón a harmadik helyével, illetve ő lett a legjobb fiatal is. Év végén a Vueltán is elindult, ahol szintén a harmadik lett, miután az utolsó előtti szakaszon második lett Enric Mas mögött és ezzel mindketten megelőzték az addig dobogós Valverdét és Kruijswijket.

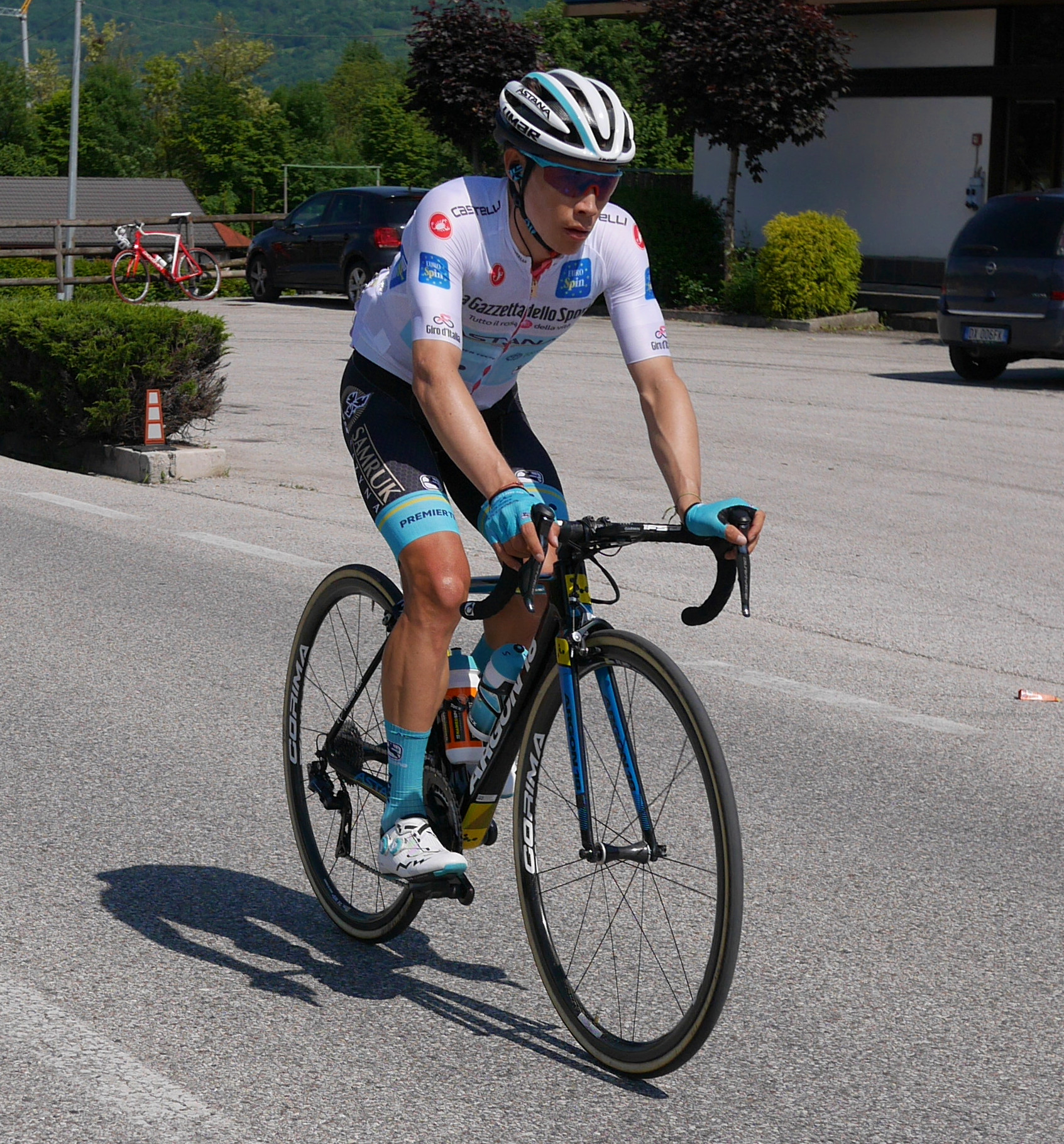
López a fehér trikóban a 2019-es Girón

Erősen kezdte a 2019-es évét, mind a Katalán körverseny, mind a Kolumbiai körverseny összetettjét sikerült megnyernie, első háromhetes körversenyén, a Girón, azonban szakaszgyőzelem nélkül a hetedik helyen zárt. Nagy port kavart a 20. szakaszon történő incidense, amikor egy, a versenyzőkhöz túl közel futó szurkoló miatt López bukott, majd utána a spanyol dühösen többször megütötte a szurkolót. Az ilyen viselkedés általában kizárást von maga után, azonban ebben az esetben a UCI döntőbírái nem szankcionálták Lópezt. A Vuelta már jobban sikerült számára, rögtön az első szakasz után magára ölthette az összetett első helyezettjének járó piros trikót, miután csapatával, az Astanával, megnyerték a csapatidőfutamot. A második szakaszon elvesztette a trikót, de az 5. szakasz után ismét ő vezette az összetettet. Másnap a szökevénygyőzelemnek köszönhetően visszacsúszott az összetett harmadik helyére, mielőtt a hetedik szakasz után ismét ő állt az élre. A nyolcadik szakaszon elvesztette a trikót, majd végül szakaszgyőzelem nélkül az összetett ötödik helyén végzett.
A 2020-as év rosszul indult számára, rögtön a Giro első szakaszán, az időfutamon bukott, ami miatt fel kellett adnia a versenyt. Miután felépült a sérüléseiből elindult a Tour de France-on, ahol a harmadik héten megnyerte a királyszakaszt az összetett esélyesek előtt, ezzel pedig feljött a dobogóra. Az utolsó előtti szakaszon, az időfutamon azonban sokat kapott a többiektől, így az összetett hatodik helyére esett vissza. 
A 2021-es évre López csapatot váltott és spanyol Movistar Teamnél folytatta pályafutását. Új csapatával elindult a Touron, de szakaszgyőzelmet nem szerzett és a 19. szakasz előtt feladta a versenyt. López később a Vueltán indult kapitányként Enric Mas mellett. A királyszakaszon sikerült győznie, így feljött az összetett versenyben csapattársa mögé a harmadik helyre. Az utolsó előtti szakaszon azonban López lemaradt egy fontos támadásról, így visszaesett egy hátsóbb csoportba. Az utolsó hegyen szeretett volna felzárkózni az esélyesekhez, hogy így megmentse a dobogóját, de ekkor csapata arra kérte, hogy ne zárkózzon fel, mivel abban a csoportban volt Mas is, akinek a második hely megtartásához rosszul jött volna, ha López a csoportjával együtt felzárkózik. Csapatvezetője biztatása ellenére López dühösen feladta a versenyt, amiért később bocsánatot kért. Az incidens után végül közös megegyezés alapján felbontották López szerződését, majd visszatért korábbi csapatához, az Astanához.
2022-ben első háromhetesén, a Girón nem tartott sokáig a szereplése, ugyanis a negyedik szakaszon csípőfájdalmak miatt feladta a versenyt. Júliusban azonban váratlanul felfüggesztette őt a csapata, miután a spanyol rendőrség pénzmosással és drogkereskedelemmel vádolta őt meg a madridi reptéren. Pár héttel később csapata már ismét engedte versenyezni, így indulhatott többek között a Vueltán is. A vueltán végül szakaszgyőzelmet ugyan nem szerzett, de az összetettet a negyedik helyen zárta.

## Eredményei
| Grand Tour eredményei        |      |      |      |      |      |      |      |      |
| Grand Tour                   | 2015 | 2016 | 2017 | 2018 | 2019 | 2020 | 2021 | 2022 |
| Giro d’Italia                | –    | –    | –    | 3.   | 7.   | Ki   | –    | Ki   |
| Tour de France               | –    | –    | –    | –    | –    | 6.   | Ki   | –    |
| Vuelta a España              | –    | Ki   | 8.   | 3.   | 5.   | –    | Ki   | 4.   |
| Egyhetesek                   |      |      |      |      |      |      |      |      |
| Verseny                      | 2015 | 2016 | 2017 | 2018 | 2019 | 2020 | 2021 | 2022 |
| Párizs–Nizza                 | –    | –    | –    | –    | 28.  | –    | –    | –    |
| Tirreno–Adriatico            | –    | –    | –    | 16.  | –    | –    | –    | 21.  |
| Katalán körverseny           | Ki   | 42.  | –    | –    | 1.   | ×    | –    | –    |
| Baszk körverseny             | –    | 20.  | –    | –    | –    | ×    | –    | –    |
| Tour de Romandie             | –    | Ki   | –    | –    | –    | ×    | 35.  | –    |
| Critérium du Dauphiné Libéré | –    | –    | –    | –    | –    | 5.   | 6.   | –    |
| Tour de Suisse               | 7.   | 1.   | Ki   | –    | –    | ×    | –    | –    |